# Rue Pierre-Bullet
La rue Pierre-Bullet est une voie du 10e arrondissement de Paris, en France.

## Situation et accès
La rue Pierre-Bullet est une voie publique située dans le 10e arrondissement de Paris. Elle débute au 52, rue du Château-d'Eau et se termine cité Hittorf et rue Hittorf.
Le côté impair est entièrement occupé par l'arrière de la mairie du 10e arrondissement, le côté pair est occupé par l'école maternelle Pierre-Bullet (no 2) (architecte Georges Debrie) et par l'hôtel Gouthière (no 6).
La rue se trouve à peu près à égale distance de la station Château d’Eau, desservie par la ligne 4 et de la station Jacques Bonsergent, où circulent les rames de  la ligne 5.

## Origine du nom
Elle porte le nom de l'architecte français Pierre Bullet (1639-1716), auteur d'un plan de Paris en 1676 et architecte de la porte Saint-Martin.

## Historique
Cette rue est ouverte par la Ville de Paris, par décret du 31 octobre 1890 pour isoler la mairie du 10e arrondissement ; elle prend sa dénomination par décret du 17 janvier 1894.

## Bâtiments remarquables et lieux de mémoire
- No 6 : hôtel Gouthière (1780)[1].